# Fender Precision Bass
Der Precision Bass, verkürzt auch Precision oder P-Bass – in deutschsprachigen Musikerkreisen auch verbreitet Preci genannt –, ist ein elektrisch zu verstärkendes Bass-Zupfinstrument, das vom US-amerikanischen Musikinstrumentenhersteller Fender Musical Instruments entwickelt wurde. Der Precision war bei Markteinführung 1951 der erste E-Bass mit massivem Holzkorpus ohne Resonanzkörper (Solidbody), der industriell in Serie gefertigt wurde. Die namensgebende Besonderheit („Präzision“) bestand in seiner Ausstattung mit Bünden, die konstruktiv eine präzise Intonation vorgeben. Die Spielweise entspricht insofern der Gitarre im Gegensatz zur freien Intonation des Kontrabasses. Der Precision Bass hat sich seit den 1950er Jahren zu einem weit verbreiteten E-Bass-Modell entwickelt.

## Entwicklungsgeschichte
Akustische Bass-Zupfinstrumente mit bundiertem Hals wie zum Beispiel die Basslaute sind bereits seit etwa dem 17. Jahrhundert bekannt. Ein weiteres Bass-Musikinstrument mit Bünden ist das mit dem Kontrabass verwandte südslawische Volksinstrument Berda. In Russland gehört seit langem die dreisaitige, bundierte Bass-Balalaika in jedes Ensemble. Ab dem 19. Jahrhundert entstanden verschiedene akustische Bass-Zupfinstrumente in Gitarrenform, deren Abgrenzung voneinander jedoch nicht vollständig möglich ist: die Kontragitarre, die Bassgitarre sowie die akustische Bassgitarre. Seit Anfang des 20. Jahrhunderts produzierte der US-Instrumentenhersteller Gibson einen ähnlich der Mandoline konstruierten akustischen „Mando-Bass“.

### Elektrisch verstärkbare Vorgänger
Die Entwicklung elektrisch verstärkbarer Bass-Saiteninstrumente begann in den frühen 1920er Jahren mit dem Kontrabass. Bereits einige Jahre vor der Entwicklung des Precision Bass gab es verschiedene Versuche, einen Bass elektrisch zu verstärken. Einer der Pioniere auf diesem Gebiet war Lloyd Loar, von 1919 bis 1924 Leiter der Entwicklungsabteilung der Firma Gibson. Einer seiner Versuche bestand in der Tonabnahme eines Kontrabasses mittels eines Tonabnehmers am Steg des Instruments.
In den 1930er Jahren folgte ein elektrisch zu verstärkender Standbass des Herstellers Rickenbacker mit einem elektromagnetischen Tonabnehmer unter den Saiten. Als erster kommerziell gefertigter, elektrisch verstärkbarer und wie eine Gitarre horizontal gespielter Bass, der mit Bünden ausgestattet war, gilt die Audiovox Model 736 Bass Fiddle aus den 1930er Jahren, entwickelt von dem in Seattle ansässigen Instrumentenbauunternehmen Audiovox von Paul Tutmarc. Der kommerzielle Erfolg dieser Vorgänger des E-Basses blieb jedoch unbedeutend.
Auch der US-Musikinstrumentenhersteller Kay Guitars war bereits seit den 1940er Jahren in die Entwicklung des E-Basses involviert. Dort hatte man versucht, einen E-Bass zu konstruieren, indem der Korpus eines akustischen Gitarrenmodells des Herstellers mit prototypisch angefertigtem Hals und mit Tonabnehmer versehen wurde. Die Entwürfe des Unternehmens erreichten jedoch erst 1952, etwa ein Jahr nach der Markteinführung des Precision, die Serienreife. Kay veröffentlichte in diesem Jahr das Modell K-162 „Electronic Bass“, das für 150 US-Dollar angeboten wurde.

### Entwicklung des Fender Precision Bass
Der Gründer von Fender Musical Instruments, Leo Fender, hatte Ende der 1940er Jahre die Idee, neben einer elektrisch verstärkten Gitarre mit massivem Holzkorpus einen ebensolchen Bass zu entwickeln, der möglichst einfach industriell herzustellen sein sollte. Ein solches Instrument sollte außerdem nicht nur leichter als ein Kontrabass zu transportieren sein, sondern auch einfacher zu spielen. Auslöser dieser Idee waren Gespräche Fenders mit arbeitslosen Gitarristen: Viele Gitarristen hätten einen Job als Bassist bekommen können, kamen aber nicht mit einem Kontrabass zurecht. Leo Fender erklärte dazu in einem Interview mit dem Journalisten Tom Wheeler in der US-Fachzeitschrift Guitar Player:

“We needed to free the bass player from the big doghouse, the acoustic bass. […] Sometimes guitar players would have an advantage if they could have an instrument with frets that would make doubling on bass easier for them.”

„Wir mussten den Bassisten von dieser großen Hundehütte, dem Akustikbass befreien. […] Manchmal hätten Gitarristen einen Vorteil, wenn sie ein Instrument mit Bünden haben könnten, das es ihnen leichter machen würde, zusätzlich Bass zu spielen.“

Da ein gitarrenähnliches Bassinstrument ohne Resonanzkörper eine völlige Neuheit darstellte, musste Fender das Konzept dieses Basses selbst entwickeln, wobei er jedoch Rat und Unterstützung von professionellen Gitarristen und Bassisten bekam. Außerdem stützte er sich bei der Entwicklung des Precision auf die Erfahrungen, die er mit dem 1950 ebenfalls von ihm entwickelten E-Gitarrenmodell Telecaster gemacht hatte. Vom Vorbild Kontrabass sind beim Precision Bass letztlich nur die vier Saiten und deren Stimmung in Quarten auf E-A-D-G übriggeblieben. Der äußere Umriss ist dem Korpus der Telecaster-Gitarre ähnlich, jedoch um ein oberes „Horn“ ergänzt. So sollte dem beim Bass deutlich höheren Gewicht der Kopfplatte, und zugleich dem längeren Hebel entgegengewirkt werden. Ob das Instrument aber ausgewogen am Gurt hängt, ist im Einzelfall vom Gegengewicht des Korpus, von der Trageweise des Musikers und nicht zuletzt von der Gewöhnung abhängig. Der Verkauf des neuen Instrumententyps begann im November 1951. Im März 1953 wurde Leo Fender schließlich ein US-Patent für sein Instrument erteilt.

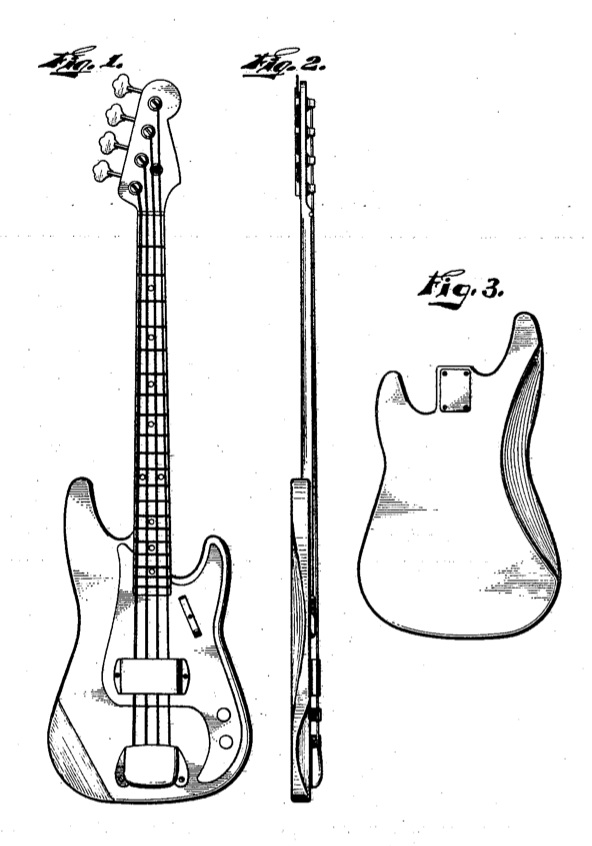
US-Patentzeichnung des Fender Precision Bass für die ab 1957 hergestellte Version mit konturiertem Korpus (ausschraffierte Fläche in Fig. 3) und mit vergrößerter Kopfplatte (Fig. 1)

## Die Bauteile des Instruments

### Instrumentenhals, Griffbrett und Sattel
Der Name Precision (deutsch: „Präzision“) wurde von Leo Fender für das Instrument gewählt, weil das Griffbrett des Instruments wie bei einer Gitarre mit Bünden ausgestattet ist. Damit war es möglich, mit diesem Bass jeden Ton durch einfaches Greifen der Saite vor einem Bundstäbchen präzise zu treffen. Im Gegensatz dazu hat der bis dahin fast ausschließlich verwendete Kontrabass keine Bünde und erfordert vom Spieler das Erlernen und Beherrschen einer genauen Intonation. Der Hals des Precision Bass hat zwanzig Bünde, die das Griffbrett in Halbtonschritten unterteilen, und damit – über vier in Quarten gestimmte Saiten – einen Tonumfang von knapp drei Oktaven. Die Bundstäbchen des Basses sind aus Neusilberdraht hergestellt und in passgenau platzierte Nuten ins Griffbrett eingesetzt.
Hals, Kopfplatte und Griffbrett der ersten Modelle wurden aus einem einzelnen Stück Ahornholz gefertigt, einem Material, das Fender wegen dessen Stabilität wählte und weil es auf dem US-Markt leicht verfügbar war. Entgegen der Tradition im Gitarrenbau ist die Kopfplatte nicht abgewinkelt. Den notwendigen Druck auf dem Sattel erzeugt ein für die D- und G-Saite angebrachter Saitenniederhalter. Die Halskonstruktion ist mit einem innenliegenden Halsspannstab (Truss Rod) versehen. Diese per Inbus-Schraube vom Halsfuß aus einstellbare Metallstange erlaubt eine Justage der Halskrümmung und wirkt damit dem Saitenzug entgegen. Sie dient nicht, wie häufig angenommen, der Einstellung der Saitenlage. Diese und die Intonation können dank der verstellbaren Einzelreiter des Saitenhalters sehr präzise justiert werden. Der Halsstab wurde wie bei der Telecaster durch eine Fräsung in der Halsrückseite eingesetzt, die anschließend mit einem Streifen dunkleren Holzes verschlossen wurde („Skunk Stripe“). Bei späteren Modellen wurde ein separates Griffbrett auf den Ahornhals aufgeleimt und mit Bundstäbchen versehen, nachdem der Spannstab von vorne in den Hals eingesetzt worden war. Die Halskonstruktion des Precision Bass ist mit vier Schrauben und einer metallenen Deckplatte auf der Korpusrückseite mit dem Korpus verbunden.
Am kopfseitigen Ansatz des Griffbretts war bei den frühen Precision-Modellen ein Sattel aus Knochen ins Griffbrett eingelassen; bei späteren Modellen verwendete man Kunststoff für den Sattel. Während die Breite des Halses am Sattel in den 1950er Jahren noch 44,8 mm betragen hatte, wechselte man ab den 1960er Jahren zugunsten leichterer Bespielbarkeit zu 41,2 mm – seitdem das Standardmaß für die Halsbreite viersaitiger Precision-Bässe.

### Kopfplatte und Stimmmechaniken

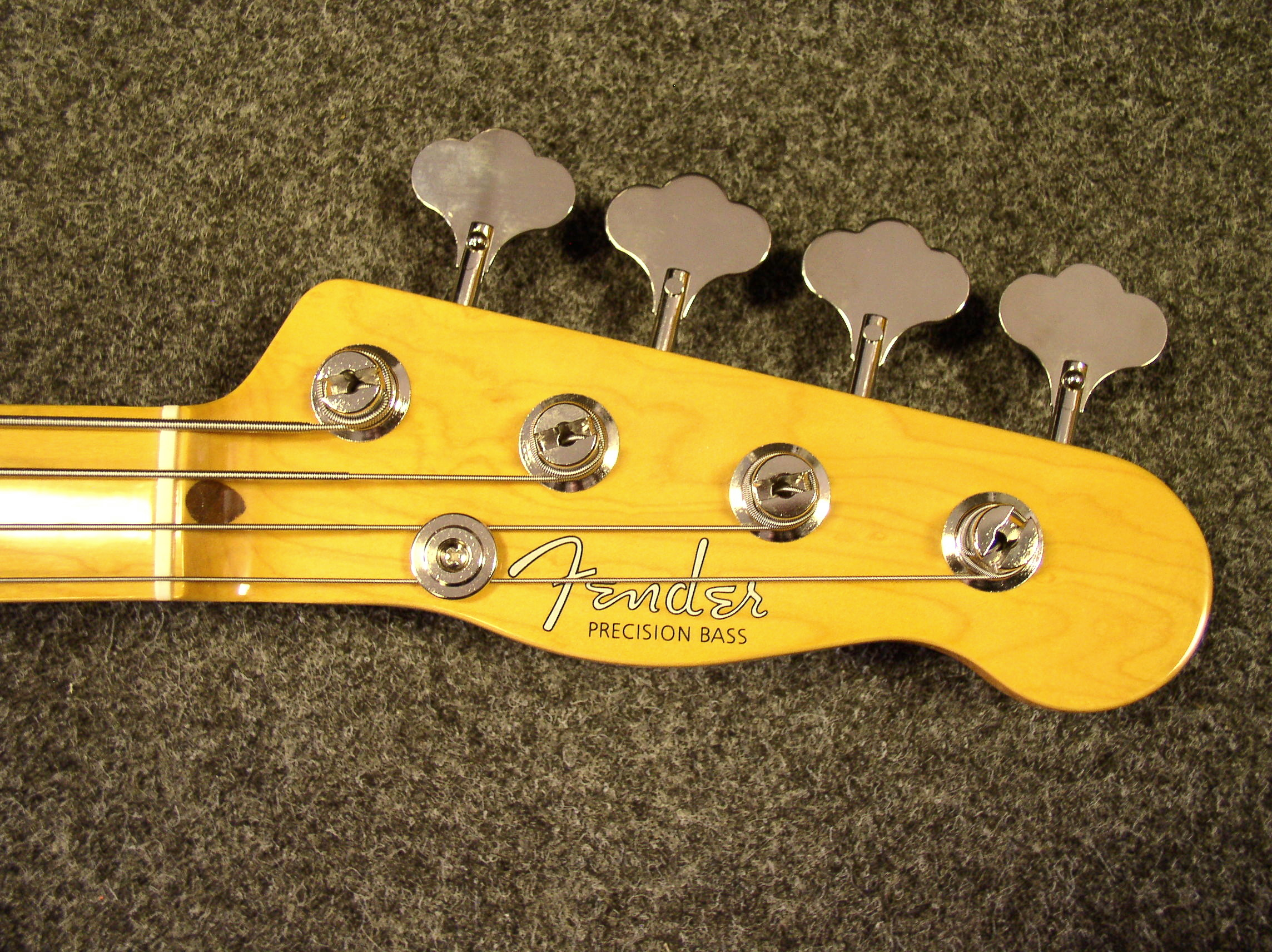
Kopfplatte mit Stimmmechaniken und Halsansatz mit Sattel des ersten Precision Bass von 1951 (hier in einer Neuauflage von 2008)

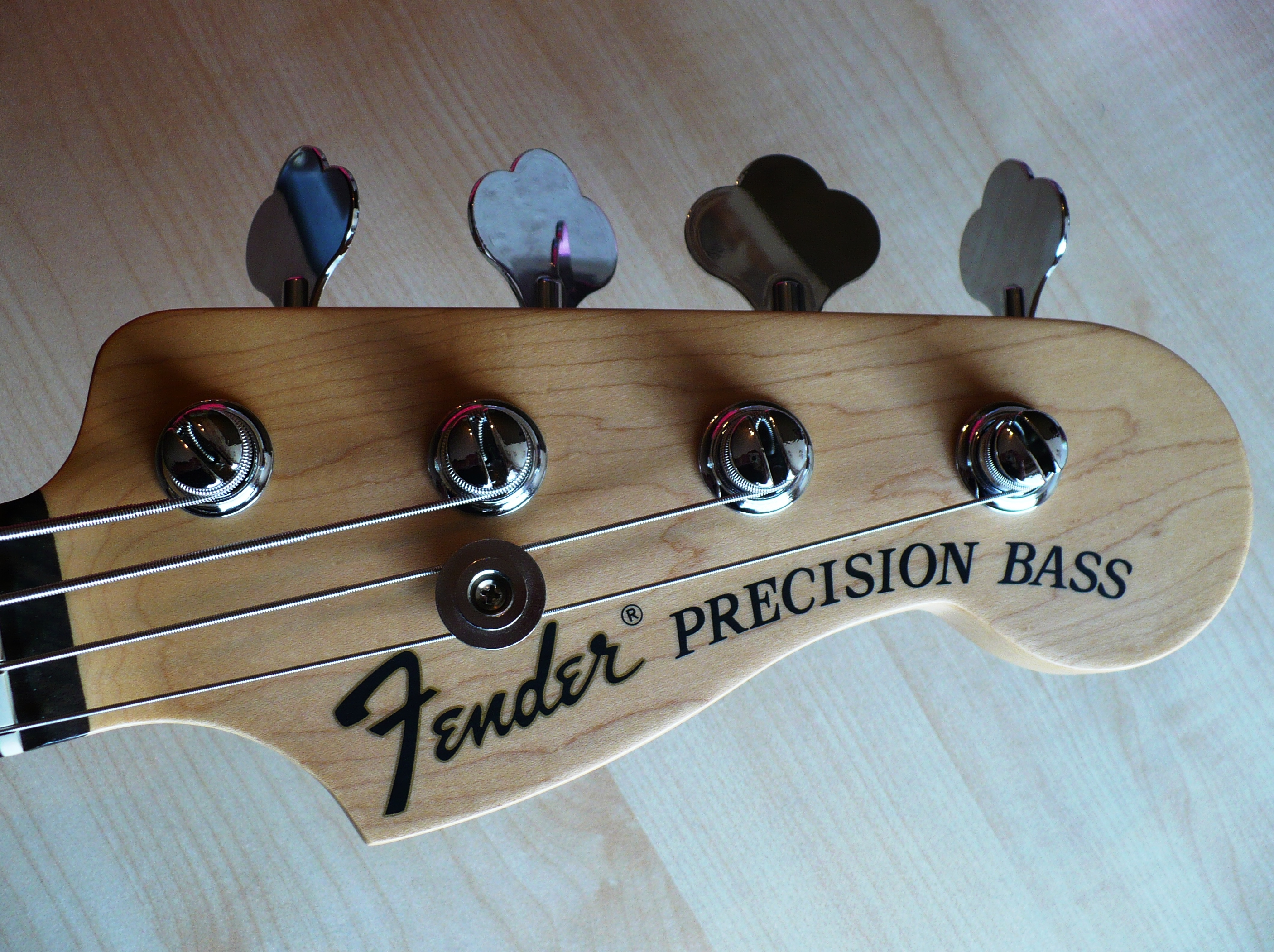
Kopfplatte eines 2010er Precision Bass

Die schmale Form der Kopfplatte des ersten Modells von 1951 gleicht im Umriss jener der Telecaster. In die Kopfplatte sind die vier in einer Reihe angeordneten Stimmmechaniken aus Metall eingesetzt; Mechaniken in offener Bauweise, die bei den ersten Serienmodellen vom Hersteller Kluson gefertigt wurden. Für die Prototypen des Precision hatte Fender zunächst Stimmmechaniken von Kontrabässen verwendet, was sich bis zu den ersten in Serie gefertigten Instrumenten dadurch bemerkbar machte, dass die Drehfunktion der Mechaniken der eines Kontrabasses glich: Das Drehen der Mechaniken im Uhrzeigersinn stimmte die Saiten höher, gegen den Uhrzeigersinn tiefer. Dies wurde bereits nach der Herstellung weniger Instrumente korrigiert, und die Funktionsrichtung der Mechaniken wurde jener der Telecaster und anderer Gitarren angepasst.

### Mensur

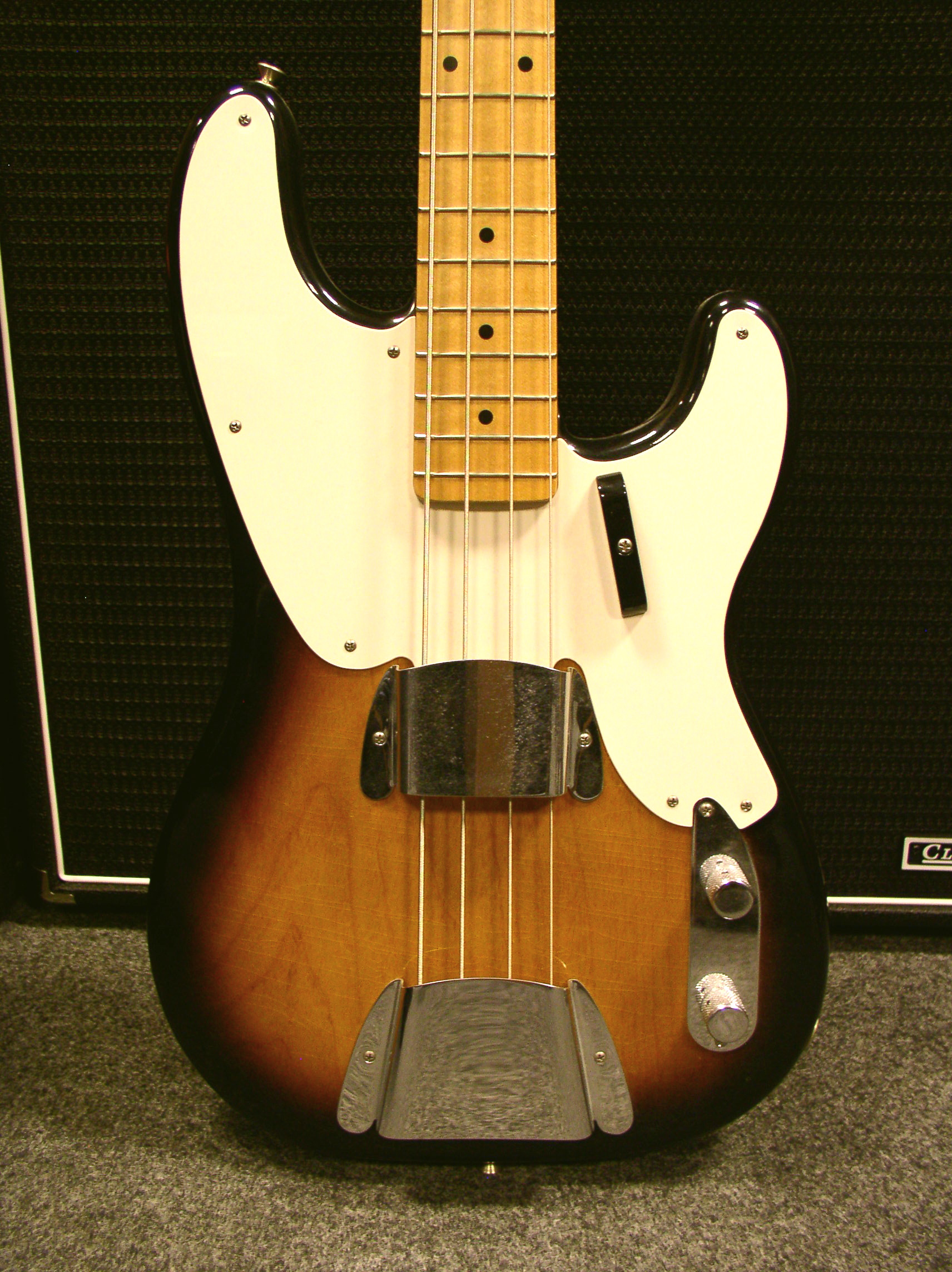
Korpus eines Precision von 1956 mit den typischen verchromten Abdeckkappen über Tonabnehmer und Steg

Der Precision hat eine längere Mensur als eine E-Gitarre. Fender legte dafür eine Länge von 34 Zoll (864 mm) fest; entsprechend lang musste der Hals ausfallen. Einer Legende nach entnahm Fender das Maß einem Physikbuch, das er sich von seiner Sekretärin Elizabeth Nagel Hayzlett ausgeliehen hatte. Laut Fenders langjährigen Mitarbeitern George Fullerton und Don Randall wurden eigene Versuche mit verschiedenen Mensuren zwischen 30 und 36 Zoll unternommen, um eine bestmögliche Resonanz zu erzielen. Ein tatsächlicher Bezug zur Physik bleibt jedoch unklar. Man entschied sich schließlich für 34 Zoll als gerade noch zu greifendes Maß. Die Mensur des Precision liegt damit ungefähr in der Mitte zwischen der einer Telecaster (25½ Zoll) und den Standardmensuren der weitverbreiteten Dreiviertel-Kontrabässe (40 oder 42 Zoll). Für diese Mensur mittlerer Länge mussten eigens Saiten in geeigneter Stärke und Länge hergestellt werden. Nachdem erste Versuche mit stahlumwickelten Darmsaiten und Klaviersaiten nicht zum gewünschten Erfolg führten, bestellte Fender schließlich Stahlsaiten der benötigten Länge bei der Firma V. C. Squier. Die Länge von 34 Zoll ist der heutige Standard für longscale-E-Bässe.

### Der Instrumentenkorpus und seine Bauteile
Der Massivholz-Korpus des Precision Bass besteht typischerweise aus Erlen- oder Eschenholz. Auf die Korpusvorderseite ist zur Abdeckung der Fräsungen für die Elektronik ein Schlagbrett (Pickguard) aufgeschraubt. Bis 1957 bestand dieses aus Bakelit und von 1957 bis 1959 aus eloxiertem Aluminium. Seit 1959 wird das Schlagbrett aus Kunststoff hergestellt und mit zehn Schrauben auf dem Korpus befestigt. Die ersten Modellreihen besaßen auf der Korpusvorderseite zusätzlich eine verchromte Metallplatte für die Abdeckung des Fachs mit den Potentiometern, auf der sich auch die beiden verchromten Drehreglerknöpfe für Lautstärke und – zur Anpassung des Klangs, den Höhenanteil befanden.
Aufgrund des nicht benötigten Resonanz-Hohlraums fällt der Korpus des Instruments mit etwa 4 cm Dicke relativ flach aus. Er ist im Umriss größer als der Korpus einer Telecaster. Wie die Telecaster hat der P-Bass einen Korpuseinschnitt (Cutaways), um das Spielen in hohen Tonlagen zu vereinfachen. Der zweite entsteht durch das obenliegende verlängerte Korpushorn. Dieses wurde erforderlich, um den angeschraubten Befestigungsknopf für einen Tragegurt („Gitarrengurt“) zur horizontalen Ausbalancierung des Instruments weiter in Richtung Kopfplatte verlegen zu können. Der lange Hals des Basses führt mit den schweren Stimmmechaniken beim Spielen im Stehen zu Kopflastigkeit des Instruments. Dem sollte durch den weiter ausgelagerten Aufhängepunkt entgegengewirkt werden. Das Konstruktionsmerkmal wurde beim 1954 eingeführten E-Gitarrenmodell Fender Stratocaster übernommen.
Der Korpus der ersten Precision-Modellreihe hatte weder Ausfräsungen noch deutliche Rundungen an den Kanten, sondern glich in seiner „Brettform“ mit nur leicht verrundeten Kanten dem Korpus der Telecaster. 1954, gleichzeitig mit dem Erscheinen der mit konturiertem Korpus versehenen Stratocaster, erhielt auch der Precision Bass eine Form mit stärker abgerundeten Kanten, angeschrägter Armauflage und konturierter Rückseite.

### Abdeckkappen aus Metall
Frühe Versionen des Precision und deren spätere Neuauflagen hatten aufgeschraubte Abdeckkappen aus ebenfalls verchromtem Stahlblech über dem mit drei Schrauben befestigten Steg und über dem einzelnen Tonabnehmer (siehe Foto rechts). Die Blechkappe über dem Tonabnehmer sollte diesen mittels eines zwischen Tonabnehmer und Kappe verlöteten Kabels vor störenden elektrischen Einstreuungen abschirmen. Diese Maßnahme war jedoch weitgehend wirkungslos. In die Kappe über dem Steg war bei den frühen Modellen ein Saitendämpfer aus Gummi eingeklebt, um den Klang des Instruments dem eines gezupften Kontrabasses mit schnell abklingenden Obertönen anzunähern.

### Steg und Saitenreiter

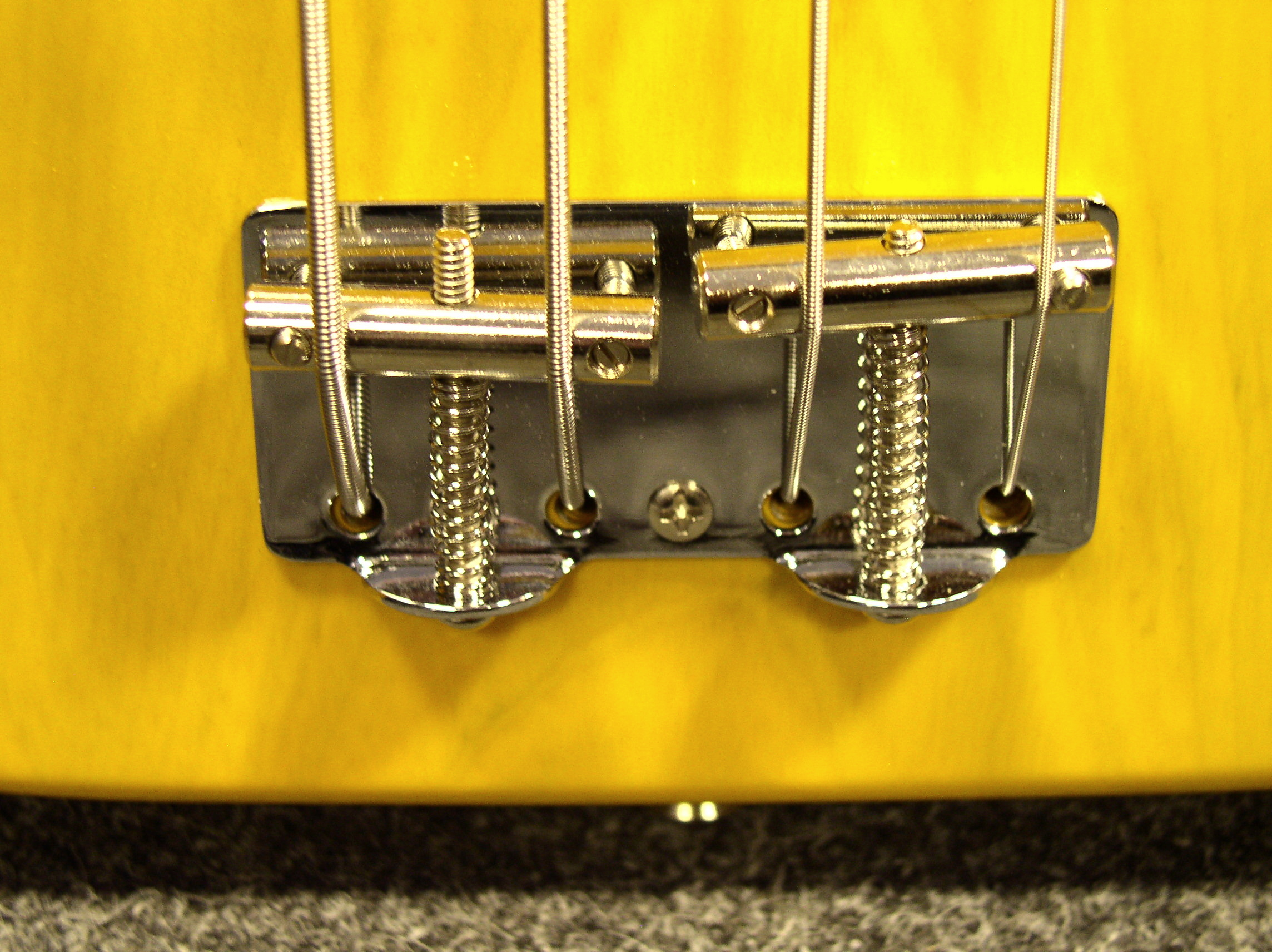
Blechwinkel-Steg einer Neuauflage des 1951er-Precision-Modells (2008)

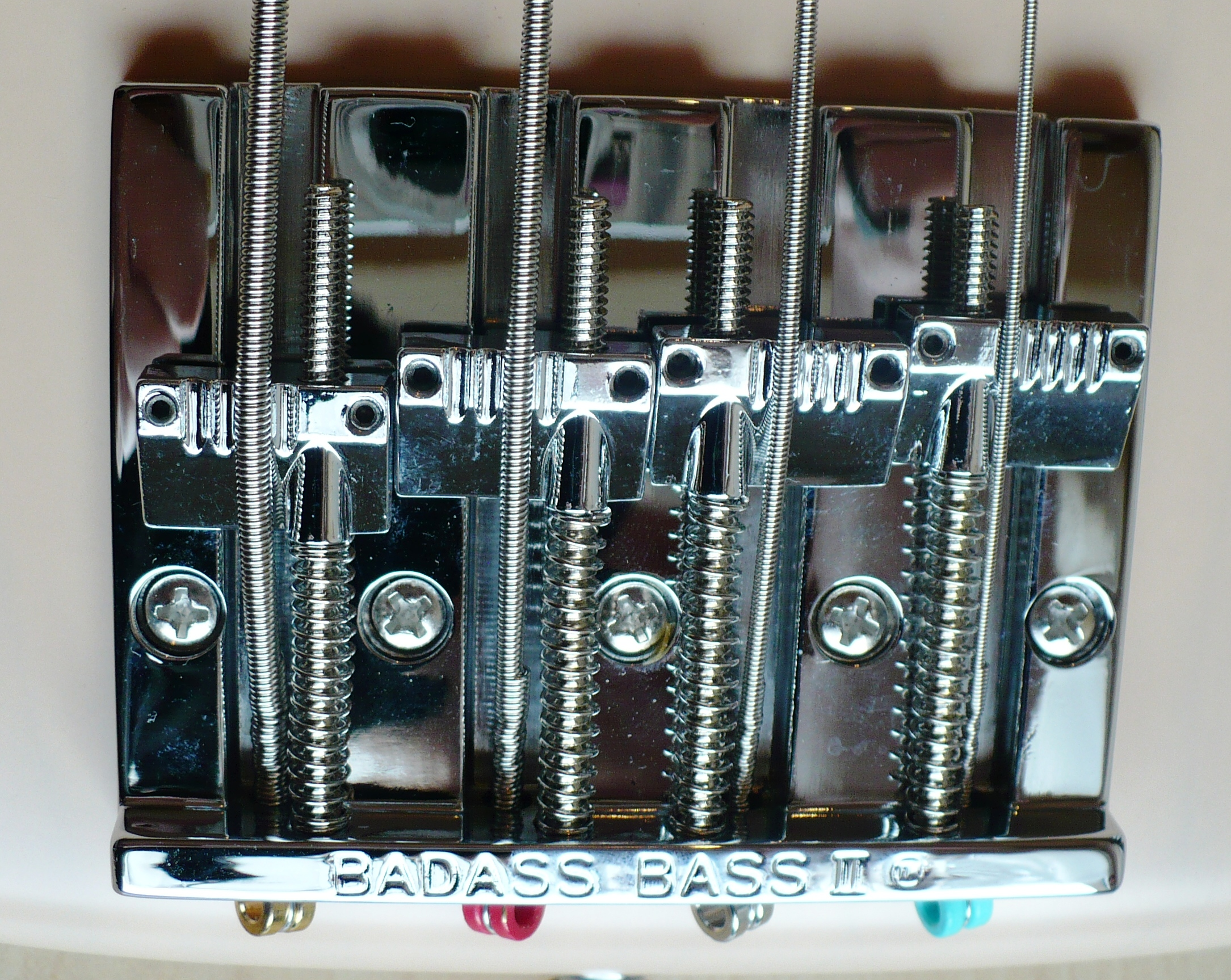
Badass-Bass-II-Brücke eines 2010er Fender Precision Bass

Bei den ersten Modellen des Precision wurden die unteren Enden der Saiten am Steg ähnlich wie bei der frühen Telecaster durch den Korpus hindurchgeführt und auf der Korpusrückseite verankert (siehe Foto links). Ein nicht zu übersehender Vorteil dieser Saitenbefestigung ist, dass die Brücke nur einen Bruchteil der statischen Saitenspannung hält; den größeren Anteil übernimmt der Korpus selbst. Dieses Konstruktionsmerkmal wurde gleichzeitig mit der Einführung des stärker konturierten Korpus geändert. Ab dieser Version waren die Saiten in dem aus einem Stahlblech-Winkel bestehenden Steg aufgehängt, der fortan die gesamte Saitenspannung zu halten hatte. Zugunsten größerer Stabilität wurde er mit fünf statt drei Schrauben auf dem Korpus befestigt. Eine weitere Änderung betraf die beiden Saitenreiter auf dem Steg: während diese beim ersten Modell noch aus Pressfaser bestanden hatten, wurden ab 1954 zwei Reiter aus Metall verwendet.

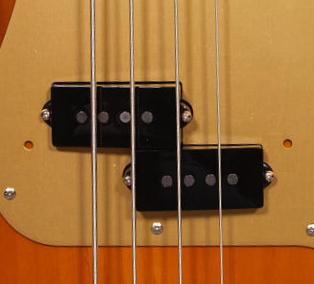
Der ab 1957 verwendete Split-Coil-Tonabnehmer des Fender Precision Bass

### Elektromagnetischer Tonabnehmer
Im Jahr 1957 wurde der Precision Bass grundlegend überarbeitet: Er erhielt eine größere Kopfplatte, einen weniger schlicht konstruierten Steg mit nunmehr vier statt nur zwei Saitenreitern aus Metall sowie ein neuentwickeltes Tonabnehmer-Modell, den Split Coil (deutsch: „geteilte Spule“). Bei diesem Tonabnehmertyp sind die Magneten, deren Spulen und Polköpfe in Paare getrennt und statt in einem einzelnen in zwei separaten Kunststoffgehäusen untergebracht. Durch paarweise gegenläufige Wicklung der Magnetspulen werden störende Nebengeräusche (zum Beispiel Brummen aufgrund von Einstreuungen durch Leuchtröhren) unterdrückt. Der Split-Coil-Tonabnehmer entwickelt einen kräftigeren, durchsetzungsfähigeren und direkteren Klang als der zuvor verwendete Single Coil, der brummanfällig war und tiefe, lautere Töne nur in geringerem Umfang übertragen konnte. Grund dafür war die Tatsache, dass die Saitenschwingungen bei starkem Anschlag das Magnetfeld seitlich verließen. Dies sorgte für eine Art natürliche „Kompression“, die auch die damals noch recht schwachen Verstärker schützen half, aber andererseits auch für eine begrenzte Dynamik. Beim neuen Tonabnehmer schwangen die Saiten nun zwischen je zwei Polköpfen, was die Dynamik wesentlich verbesserte. Daher war dieses neue Tonabnehmermodell auch ein Grund für die bis heute anhaltende Popularität des Instruments und hat einen wesentlichen Anteil an seinem charakteristischen Klang. Das ursprüngliche Design mit einem einfachen Single-Coil-(„Einzelspulen“)-Tonabnehmer wurde in der zweiten Hälfte der 1960er Jahre wieder unter dem Namen Telecaster Bass vermarktet.

### Lackierungen
In den ersten drei Jahren der Herstellung war der Precision Bass nur in den Korpuslackierungen „Butterscotch Blonde“ (ein halbdeckender Nitrozelluloselack in einem hellen Ockergelb, der von Fender zuerst bei der Telecaster verwendet wurde) und in „Natur“ (einer farblosen Transparentlackierung) erhältlich. Im Jahr 1954 kamen gleichzeitig mit der Überarbeitung der Korpusform eine Lackierung in zweifarbigem Farbverlauf, das „Two-Tone-Sunburst“ sowie vereinzelte Sonderlackierungen auf speziellen Kundenwunsch hinzu. Erst ab 1957, als Fender begann, deckende DuPont-Lacke zu verwenden, war das Modell auch offiziell und zu einem fünfprozentigen Preisaufschlag in Sonderfarben erhältlich („Custom Colors“, zum Beispiel „Honey Blonde“, siehe Foto in Infobox oben). Doch erst ab Anfang der 1960er Jahre, als die Nachfrage nach Sonderfarben weiter stieg, wurden Fender-Precision-Bässe auch in Farbprospekten des Unternehmens in den damals vierzehn Korpuslackierungen angeboten.

### Weitere Entwicklung
1959 wurde der Precision-Bass gleichzeitig mit allen anderen E-Gitarrenmodellen von Fender mit einem Griffbrett aus Palisander anstelle des vorher verwendeten Ahorns ausgestattet. Damit hatte das Instrument seine heute als „klassisch“ bezeichnete Erscheinungsform angenommen. Details des P-Bass wurden auch in den folgenden Jahren immer wieder verändert und weiterentwickelt, jedoch ohne dass sich diese weit vom Grundkonzept entfernten. Nach und nach kamen zusätzliche Modelle mit aktiver Elektronik statt der klassischen passiven Elektronik und mit zusätzlichen Tonabnehmern in Stegposition (hauptsächlich Single Coils und Humbucker) sowie Fünfsaiter- und Linkshändermodelle auf den Markt. Im Widerspruch zum Anlass für die ursprüngliche Namensgebung „Precision“ erschienen auch bundlose Versionen (Fretless). Am beliebtesten blieb jedoch das weitgehend unveränderte Basismodell aus den späten 1950er Jahren. Ähnlich wie beim 1961 eingeführten Fender Jazz Bass wurde seit den 1970er Jahren auf die auf der Korpusdecke angeschraubten Blechabdeckungen über dem Steg und dem Tonabnehmer verzichtet, da sich diese als störend beim Spielen erwiesen und daher von Bassisten meist abmontiert wurden. Erst bei den in den letzten Jahren eingeführten Neuauflagen von Modellen aus den 1950er und 60er Jahren werden diese Abdeckbleche der Originalgetreue wegen wieder montiert.

## Bedeutung und Erfolg

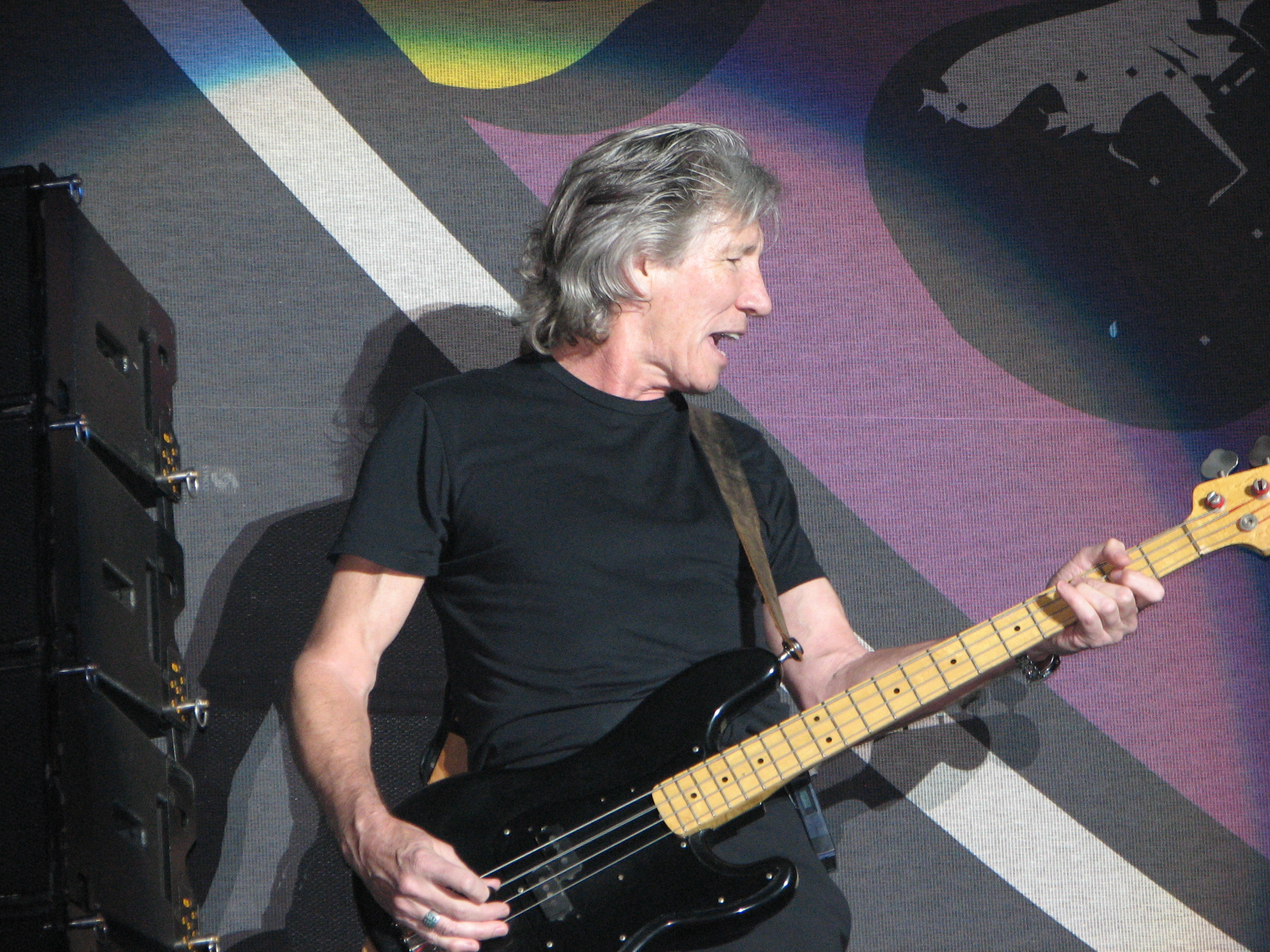
Roger Waters mit seinem Fender Precision Bass

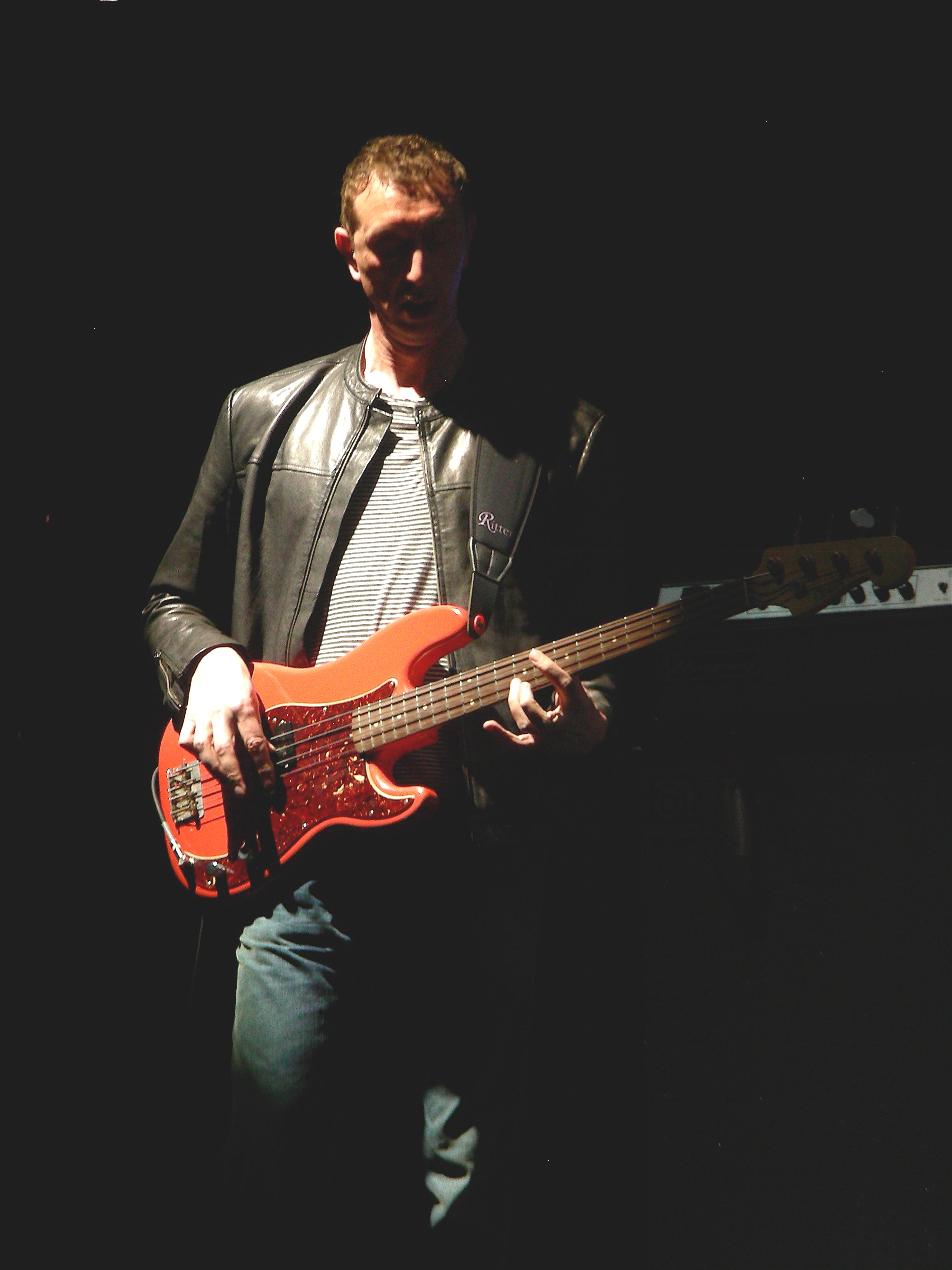
Pino Palladino mit Fender Precision Bass bei einem Auftritt von The Who, 2008

Der Precision Bass richtete sich bei seiner Markteinführung 1951 an Kontrabassisten und Gitarristen gleichermaßen. Bassisten sollten mit den im Vergleich zum Kontrabass sechsmal kleineren Ausmaßen und dem durchsetzungsfähigeren Klang des Instruments überzeugt werden, Gitarristen mit der einfachen Intonation dank Bünden. Ein erster Artikel der Musik-Fachpresse über das neuartige Instrument erschien Anfang 1952 in der US-Zeitschrift The Music Trade. Nachdem das Instrument zum Preis von 195,50 US-Dollar auf den Markt gekommen war, hatte es sich jedoch zunächst schleppend verkauft und war in Händler- und Musikerkreisen anfangs skeptisch aufgenommen worden. Durch seine Vorzüge konnte der Precision sich jedoch bald bei Schallplatten-Produktionen und Live-Auftritten als zumindest gleichwertige Alternative zum Kontrabass etablieren.
Zwei der frühesten bekannten Spieler des Precision Bass waren William „Monk“ Montgomery (Bruder des Jazzgitarristen Wes Montgomery) und der Bassist, Komponist und Arrangeur John Willie „Shifty“ Henry. Diese Musiker trugen Anfang der 1950er Jahre wesentlich dazu bei, den Bekanntheitsgrad dieses neuartigen Instruments zu erhöhen. Ein weiterer früher E-Bassist war Roy Johnson, der ebenso wie Monk Montgomery Mitglied der Jazz-Big-Band von Lionel Hampton war. Auch die ungewohnte Präsenz von „zwei Gitarren“ im Orchesterbild (die zweite „Gitarre“ war der E-Bass) weckte erstmals die Aufmerksamkeit der Fachpresse. Darunter war das renommierte Jazz-Magazin Down Beat, in dem Musikjournalist Leonard Feather 1952 schrieb: „Mit einem Mal merkten wir, dass mit der Band irgendwas nicht stimmte. Sie hatte keinen Bassisten. Und doch – wir hörten einen Bass.“
Da der Precision lange Zeit marktdominierend war (die ersten Konkurrenzprodukte waren der von Kay 1952 vorgestellte K-162 „Electronic Bass“ sowie das von 1953 bis 1958 vom Mitbewerber Gibson hergestellte Modell EB und dessen Nachfolger), wurde er bei der Instrumenten-Angabe auf Schallplattenhüllen lange nicht als „Elektrobass“ oder „E-Bass“, sondern als „Fender-Bass“ angegeben. Heute gehört er gemessen an Auflage und Verbreitung zu den erfolgreichsten Musikinstrumenten, die je hergestellt wurden. Der Precision Bass wird in nahezu allen Stilrichtungen der populären Musik verwendet und hat deren Entwicklung teilweise auch erst möglich gemacht. Ein Beispiel dafür ist die Soul-Musik des US-Plattenlabels Motown Records. Bei der Erzeugung des typischen „Motown Sound“ in den Hit-Erfolgen des Labels in den 1960er und 1970er Jahren spielte der vom Motown-Studiobassisten James Jamerson benutzte Precision Bass eine tragende Rolle. Er verwendete dafür seinen „Funk Machine“ getauften P-Bass aus den frühen 1960er Jahren, bei dem er nie die Saiten wechselte (außer wenn eine gerissen war). „Funk Machine“ kann sicherlich als der bedeutendste Precision Bass der Musikgeschichte angesehen werden. Er gilt heute als verschollen.
Eines der Musikstücke der populären Musik, in denen der markante Klang des Fender Precision Bass am deutlichsten gehört und – mit und ohne elektronische Klangeffekte eingesetzt – erkannt werden kann, ist das im Jahr 1971 von der britischen Rock-Gruppe Pink Floyd auf ihrem Album Meddle veröffentlichte Instrumentalstück One of These Days mit dem dort musikalisch im Vordergrund stehenden Bass-Spiel von Roger Waters (rechter Stereokanal) und David Gilmour (linker Stereokanal).

## Moderne Precision-Bass-Modellreihen

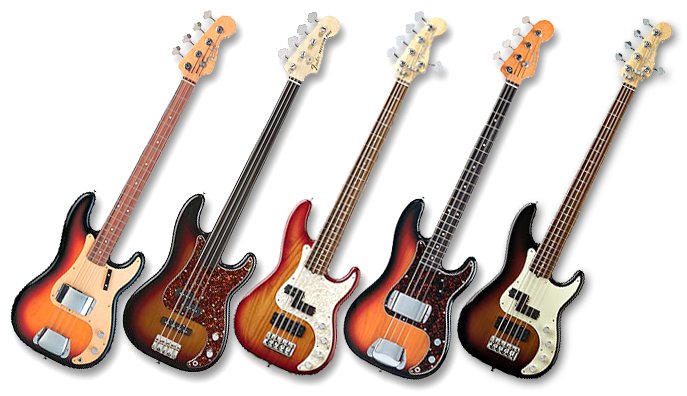
Fünf verschiedene moderne Versionen des Precision Bass

Der Hersteller Fender bietet den Precision mittlerweile in verschiedenen Konfigurationen an (Modellreihe, Tonabnehmerbestückung, Saitenanzahl, verwendete Hölzer), die zum größten Teil auch in unterschiedlichen Korpuslackierungen erhältlich sind. Eine Auswahl moderner Fender-Precision-Baureihen (Stand 2019) ist wie folgt:
In Mexiko gefertigte Modelle
- „Player“ Precision Bass – Basismodell mit einfacher Ausstattung
- „Classic“ '50s Precision Bass – Neuauflagen nach den Spezifikationen von 1957, wahlweise mit Polyurethan-Lack oder Cellulosenitrat-Lack
- „Road Worn“ '50s Precision Bass – entspricht dem „Classic 50s“-Modell mit Cellulosenitrat-Lack, aber mit künstlichen Alterungsspuren
- „Deluxe“ Precision Bass – Modell mit aktivem 3-Band-EQ, passiv schaltbar ohne passive Tonblende, zusätzlichem Single-Coil-Tonabnehmer in Stegposition („PJ“) und „BadAss-Bridge“
- „Artist“ – namhaften Bassisten gewidmete Signature-Modelle: Steve Harris, Mike Dirnt, Nate Mendel und Roger Waters

In den USA gefertigte Modelle
- „American Performer“ Precision Bass – Modell mit Mechaniken und Brücke in klassischer Ausführung, zusätzlichem Single-Coil-Tonabnehmer in Stegposition („PJ“) und Höhenblende mit „grease bucket circuit“
- „American Professional“ Precision Bass – Modell mit massiverer Brücke (mit der Möglichkeit Saiten auch String-Through-Body aufzuziehen) und leichteren Mechaniken
- „American Original“ Precision Bass – Modelle mit Ausstattungsmerkmalen der 1950er beziehungsweise 1960er Jahre und Cellulosenitrat-Lacken
- „American Elite“ Precision Bass – Premium-Modell mit Aktiv/Passiv-Schaltung mit 3-Band-EQ/Tonblende und zusätzlichem Single-Coil-Tonabnehmer in Stegposition („PJ“)
- „Artist“ – Tony Franklin Precision Bass; Fretless-Modell mit zusätzlichem Single-Coil-Tonabnehmer in Stegposition („PJ“)

Es gibt auch zahlreiche Kopien, Variationen und Weiterentwicklungen des Modells von anderen Herstellern, die sich ebenfalls erfolgreich verkaufen. Einer davon ist die Fender-hauseigene Marke Squier, die unter dem Etikett „Squier by Fender“ preisgünstige Nachbauten von E-Gitarren und Bässen des Mutterhauses anbietet, darunter den Squier Precision Bass.

## Bassverstärker: der Fender Bassman
Kurz nach der Einführung des P-Bass brachte Fender Anfang 1952 das erste Modell des speziell für diesen Bass konstruierten elektrischen Verstärkers heraus, den Fender Bassman. Es handelte sich um ein Combo-Modell mit 26-Watt-Verstärkerteil in Röhrenbauweise und mit einem 15-Zoll-Lautsprecher der Marke Jensen, beide montiert in einer hinten halboffenen Gehäusekonstruktion aus Holz. Obwohl ursprünglich für Bassverstärkung entwickelt, fand der Bassman in späteren Jahren einige Liebhaber unter E-Gitarristen, die den vollen Klang und die Leistung des Geräts schätzten, jedoch bevorzugten sie hierbei eine Variante des Geräts mit vier 10-Zoll-Lautsprechern. Die dem Fender Bassman zugrunde liegende Schaltung 5F6-A, diente später als Vorlage für die ersten Verstärker der Marke „Marshall“